# Postcodes in Noorwegen
Postcodes in Noorwegen (Noors: postnummersystemet) bestaan uit vier cijfers. De postcodes in Noorwegen werden ingevoerd in 1968.
De postcodes starten bij 00 en lopen op naarmate de afstand tot de hoofdstad Oslo groter is. De postcodes in Finnmark nabij de Russische grens beginnen met 99. De laagste postcode is 0001 (0slo), de hoogste 9991 voor Båtsfjord.

## Regio's
Een overzicht van de postcoderegio's:
| - 00-12 Oslo - 13-14 Akershus - 15-18 Østfold - 19-21 Akershus - 21-25 Hedmark - 26-29 Oppland - 30 Buskerud | - 30-32 Vestfold - 33-36 Buskerud - 36-39 Telemark - 40-44 Rogaland - 44-47 Vest-Agder - 47-49 Aust-Agder - 50-55 Hordaland | - 55 Rogaland - 56-57 Hordaland - 57 Sogn og Fjordane - 58-59 Hordaland - 59 Sogn og Fjordane - 60-66 Møre og Romsdal - 67-69 Sogn og Fjordane | - 70-71 Sør-Trøndelag - 71 Nord-Trøndelag - 72-75 Sør-Trøndelag - 75-77 Nord-Trøndelag - 77 Sør-Trøndelag - 78-79 Nord-Trøndelag - 79-89 Nordland | - 90-94 Troms - 94 Nordland - 95-99 Finnmark |